# Araneus workmani
Araneus workmani es una especie de araña del género Araneus, tribu Araneini, familia Araneidae. Fue descrita científicamente por Keyserling en 1884.
Se distribuye por Argentina, Brasil y Trinidad y Tobago. La especie se mantiene activa durante los meses de enero, febrero, marzo, abril, mayo, julio, octubre y diciembre.